# كفر عوانة
قرية كفر عوانة هي إحدى القرى التابعة لمركز إيتاي البارود في محافظة البحيرة في جمهورية مصر العربية. حسب إحصاءات سنة 2006، بلغ إجمالي السكان في كفر عوانة 3890 نسمة، منهم 2022 رجل و1868 امرأة.